# Ben Carson
Pour les articles homonymes, voir Carson.
Benjamin Solomon Carson, dit Ben Carson, né le 18 septembre 1951 à Détroit (Michigan), est un homme politique et neurochirurgien américain. Première personne à réussir la séparation de deux siamois reliés par la tête, il reçoit la médaille présidentielle de la Liberté en 2008, remise par George W. Bush.
Après avoir fait un discours très médiatisé et virulent contre la politique de Barack Obama lors du National Prayer Breakfast de 2013, il devient une figure conservatrice populaire dans les émissions politiques pour ses vues sur les problèmes sociaux et politiques. Il concourt aux primaires républicaines pour l'élection présidentielle de 2016 avant de se rallier à Donald Trump. Après la victoire de ce dernier, il est nommé secrétaire au Logement et au Développement urbain, fonction qu'il occupe de 2017 à 2021.

## Biographie

### Origines et carrière professionnelle
Il est le fils d'un pasteur adventiste. Originaires de Georgie, ses parents divorcent quand il a 8 ans et il est élevé par sa mère. Il se marie en 1975 avec Lacena Rustin. Après de brillantes études préuniversitaires, il intègre l'université Yale, dont il sort diplômé de psychologie  puis obtient son doctorat à l'école de médecine de l'université du Michigan. Carson devient professeur de neurochirurgie, d'oncologie, de chirurgie plastique et de pédiatrie et le chef du service de neurochirurgie pédiatrique à l'hôpital Johns-Hopkins de Baltimore (Maryland). À l'âge de 33 ans, il est le plus jeune chef de service de l'histoire de cet hôpital. Il est aussi alors le co-directeur du Johns Hopkins Craniofacial Center.  Il se spécialise dans les blessures traumatiques du cerveau, les tumeurs de la moelle épinière et du cerveau, les  troubles congénitaux neurologiques, la craniosynostose, l'épilepsie et la névralgie du trijumeau. 
Il défend l'éducation par un « fonds » donnant des prix à des élèves méritant. Il écrit six livres publiés par la maison d'édition chrétienne Zondervan sur sa vision de la foi, du succès, du travail, qui se vendent bien (en particulier One Nation) et son autobiographie est adaptée en téléfilm en 2009. Il est engagé par Fox News.
Sa fortune s'élève à 26 millions de dollars en 2016.

#### Première mondiale
En 1987, le neurochirurgien réalise une avancée médicale majeure en séparant avec succès deux jumeaux siamois allemands reliés par le bas de la tête. Cette opération délicate, une première mondiale, implique la reconstruction du système de vaisseaux sanguins partagés. Carson et son équipe de 70 personnes travaillent pendant 22 heures consécutives, réussissant à séparer les jumeaux sans aucun décès, grâce à des techniques innovantes telles que l'abaissement de la température corporelle et des arrêts cardiaques contrôlés. Par la suite, Carson a accompli d'autres opérations de séparation de siamois reliés par la tête.

### Carrière politique

#### Candidat aux primaires de 2016
Ben Carson fait un discours remarqué en 2013 au National Prayer Breakfast devant Barack Obama, lors duquel il condamne le politiquement correct, affirme l'importance de l'éducation en se référant à Tocqueville, propose un compte santé défiscalisé alimenté tout au long de la vie, adossé à un dossier médical électronique, et soutient un impôt à taux unique (flat tax). Invité à la Conservative Political Action Conference (CPAC), il est crédité de 4 % des 3000 votes (9 % en 2014 en troisième place). Une autre consultation (Values Voter Summits) en fait le meilleur candidat républicain à la vice-présidence.

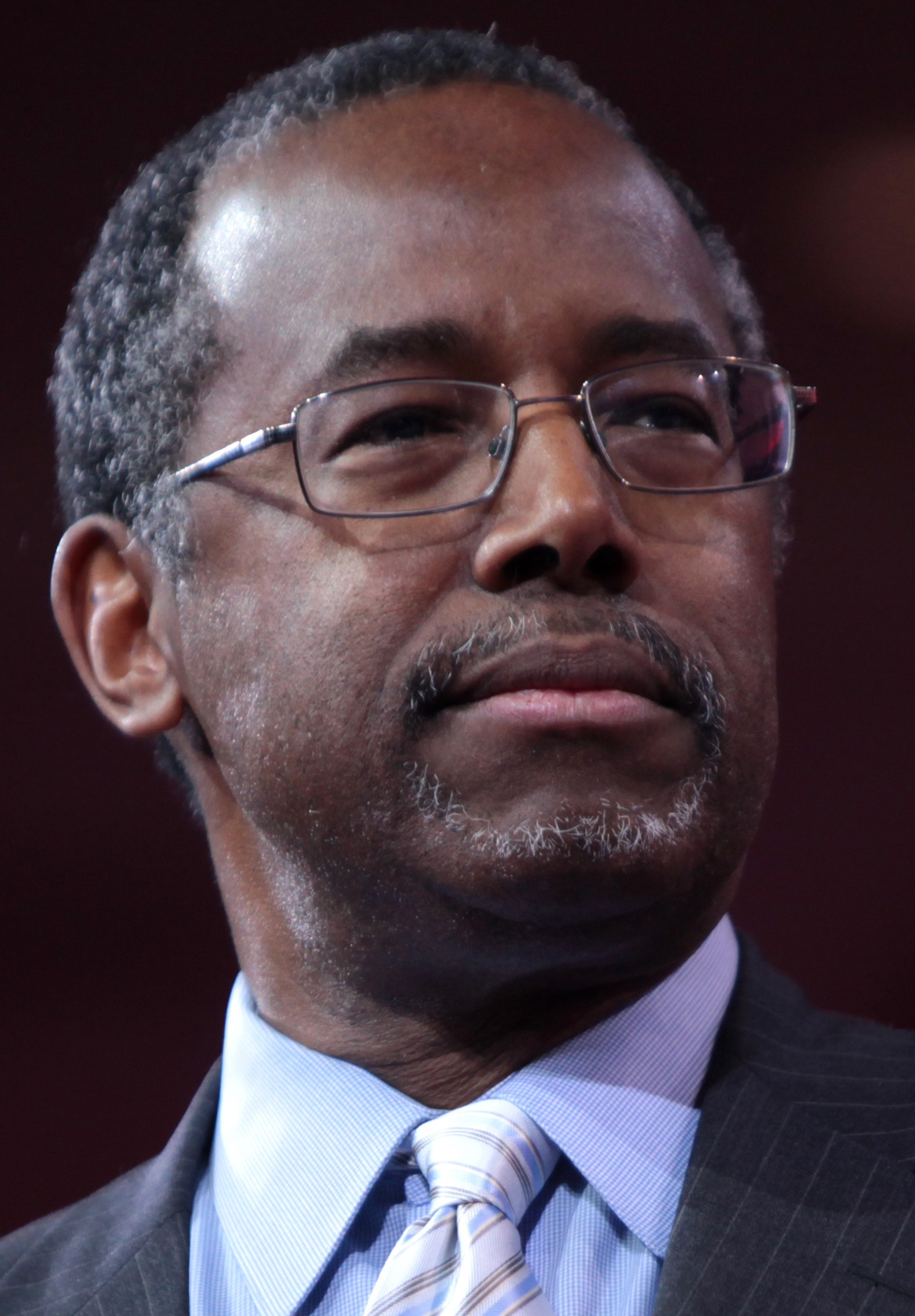
Ben Carson en 2015.

Il utilise le slogan « Cours, Ben, cours » et lève plus de 4 millions de dollars début 2014, et a 24 % d'intention de vote dans les premiers sondages pour les prochaines primaires présidentielles, devançant Jeb Bush et faisant un des meilleurs score face à Hillary Clinton, avec un retard de 7 %. À la mi-2014, il a reçu 8 millions de dollars de 91 000 donateurs. Les sondages et les pré-consultations lui donnent régulièrement l'une des trois premières places à la fin 2014. Il rejoint le Parti républicain en novembre 2014 pendant les élections de mi-mandat, expliquant qu'il veut se présenter aux primaires de 2016. Début 2015, avec 13 millions de dollars collectés, une place de deuxième dans les sondages derrière Mitt Romney ou Jeb Bush, il prépare son annonce officielle de candidature, rendue publique le 3 mai. Après les premiers débats télévisés, il devient le principal rival de Donald Trump dans les sondages en novembre 2015.
Mais sa campagne est entachée par la révélation de plusieurs mensonges ou incohérences de sa part, notamment concernant sa jeunesse, dans laquelle il aurait tenté de poignarder un de ses camarades, mais aussi concernant des déclarations dans lesquelles il prétendait avoir fait des études à la prestigieuse Académie militaire de West Point.
Il quitte la course présidentielle le 2 mars 2016.
Le 11 mars 2016, il soutient officiellement la candidature de Donald Trump.

#### Secrétaire au Logement et au Développement urbain
Après la victoire de ce dernier, il est nommé secrétaire au Logement et au Développement urbain le 5 décembre 2016, confirmé par le Sénat le 2 mars 2017. Il reste en fonction jusqu'à la fin du mandat de Donald Trump, le 20 janvier 2021.

## Opinions
D'opinions socialement et philosophiquement très conservatrices, il doute de l'évolutionnisme, prenant ouvertement le parti des thèses créationnistes, prend parti pour une interdiction presque totale de l'avortement et s'oppose à l'homosexualité, qu'il assimile à de la « bestialité ». Il a jugé la réforme de la santé du président Obama (dite « Obamacare ») de « pire fléau depuis l'esclavage ».
En 1998, il considère, en se référant à la Bible, que les pyramides d'Égypte n'ont pas été construites pour abriter les pharaons défunts mais que Joseph (de l'ancien Testament) les a bâties pour stocker du grain.
Dans les jours qui suivent la fusillade de l'Umpqua Community College (2015), il se prononce contre les mesures visant au contrôle des armes et recourt à un argument de l'ultra-droite aux États-Unis selon lequel si les juifs avaient eu accès aux armes dans les années 1930, on aurait pu éviter les exactions du régime nazi et la Shoah.
En 2015 également, il déclare : « Je vais vous dire ce que je pense du changement climatique ». « La température monte ou descend à tout moment dans le temps, ce n'est donc vraiment pas une grosse affaire ».
En mars 2017, lors de son premier discours en tant que secrétaire au Logement, il compare les esclaves déportés en Amérique à des immigrants en quête du rêve américain, ce qui déclenche une vague de protestations sur les réseaux sociaux. Il déclare : « Il y a d'autres immigrés qui sont venus ici dans la cale des négriers, ils travaillaient encore plus longtemps, plus dur, pour moins que ça. Mais ils rêvaient aussi qu'un jour, leurs fils, filles, petits-fils, petites-filles, arrière petits-fils ou arrière petites-filles pourraient trouver prospérité et bonheur sur cette terre ». Au cours du même discours, il critique également les efforts faits pour marginaliser l'importance de Dieu et de la religion, expliquant que « notre document fondateur, la Déclaration d'indépendance, parle de certains droits inaliénables qui nous ont été donnés par notre créateur, à savoir Dieu ».

## Décoration
- 2008 : médaille présidentielle de la Liberté, remise par le président George W. Bush[10].